# DNA-Eigentumsmarkierung

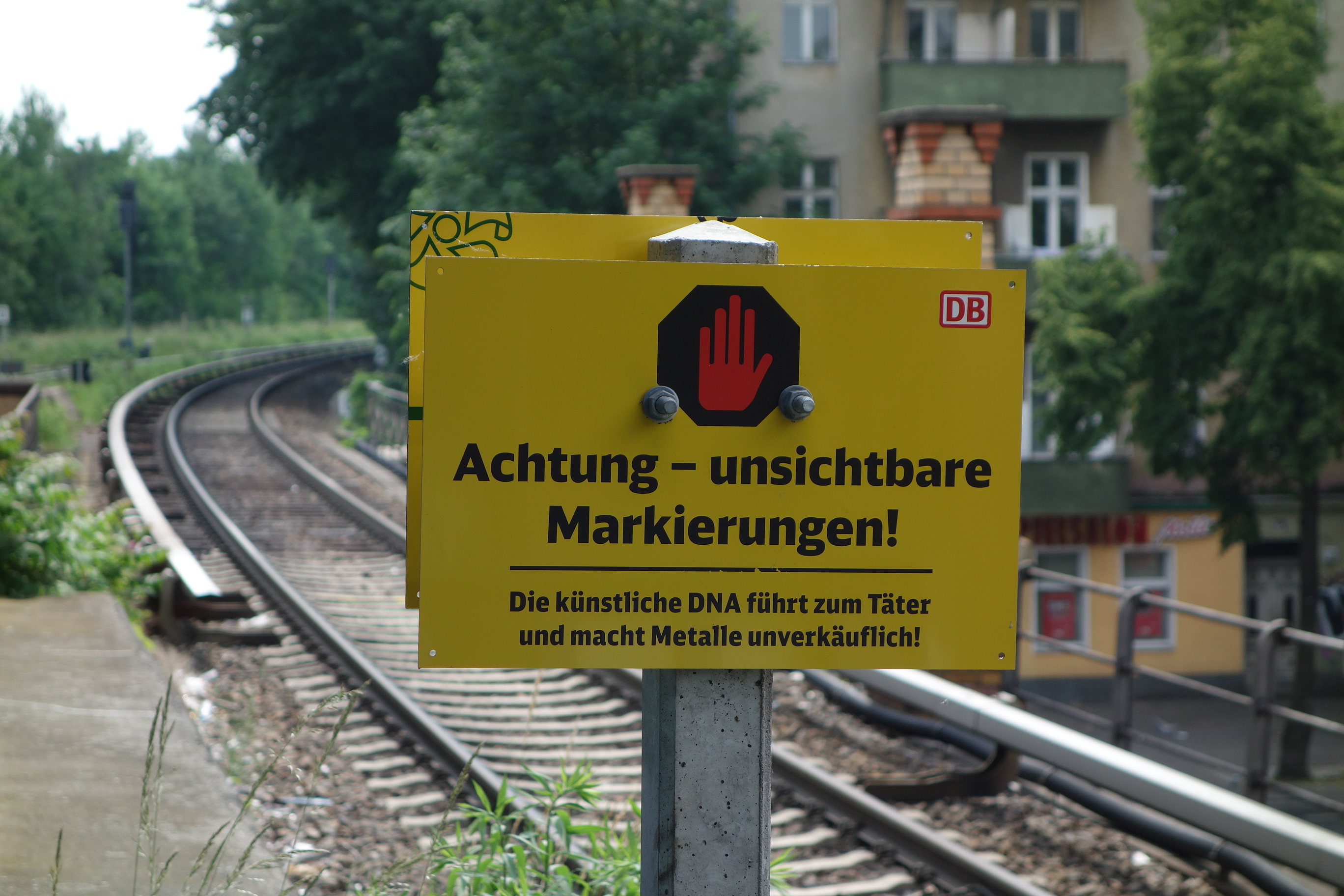
Warnhinweis auf den Einsatz künstlicher DNA an einer Bahnanlage

DNA-Eigentumsmarkierung ist eine biochemische Methode, die zur Markierung verwendet wird. Dabei kommen synthetisch hergestellte Oligonukleotide (künstliche DNA, kDNA) zum Einsatz, welche in einer Lösung präventiv in der Kriminalistik und als forensische Eigentumsmarkierung verwendet wird. Am Täter oder Tatwerkzeugen anhaftende Oligonukleotide sind bereits in kleinsten Mengen nachweisbar und können so die Anwesenheit von Personen oder Gegenständen an einem Tatort nachweisen. Markennamen sind SelectaDNA und IdentifDNA.

## Eigenschaften

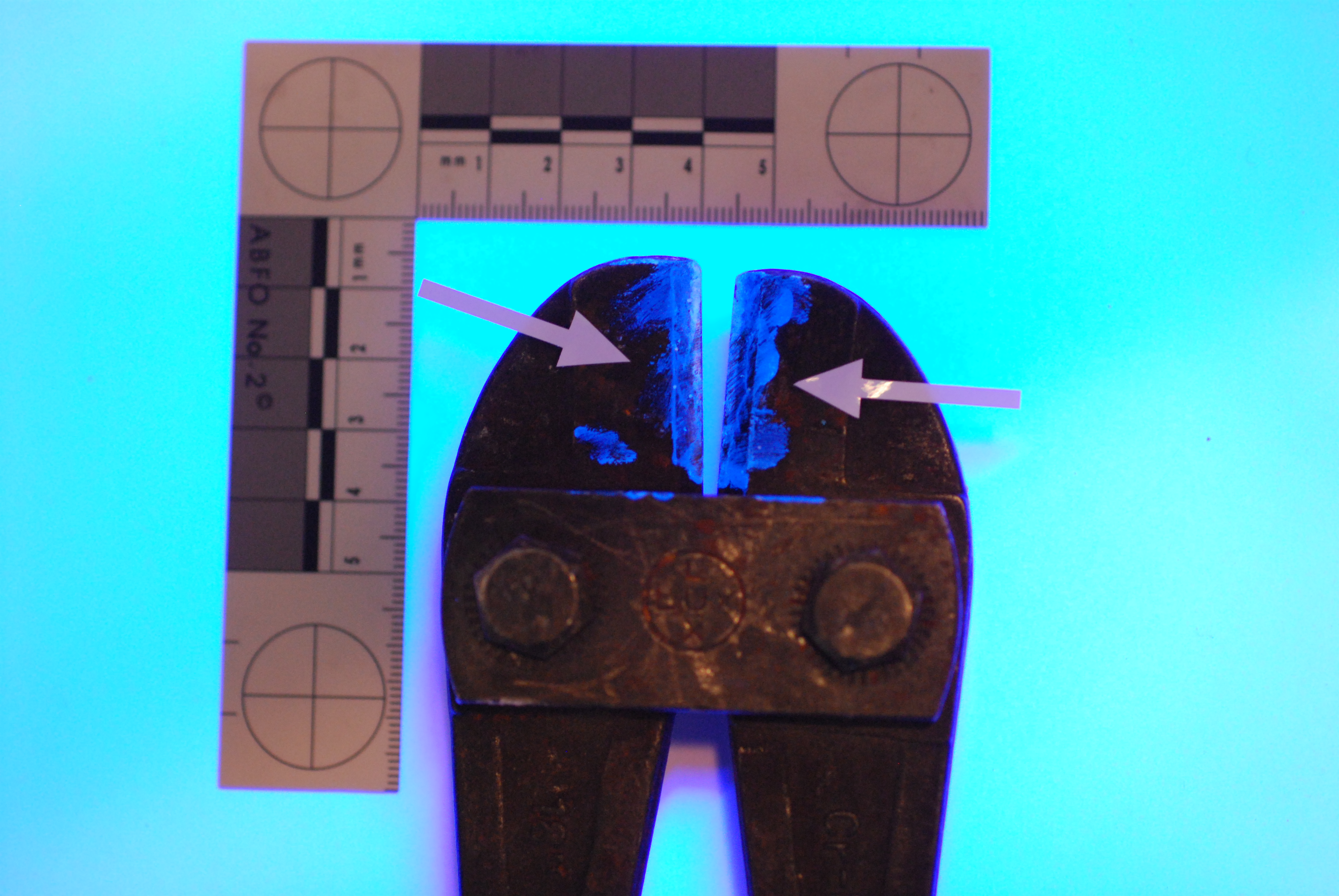
Tatwerkzeug aus Diebstahlshandlung von mit LinkDNA FIMS markierten Kabeln

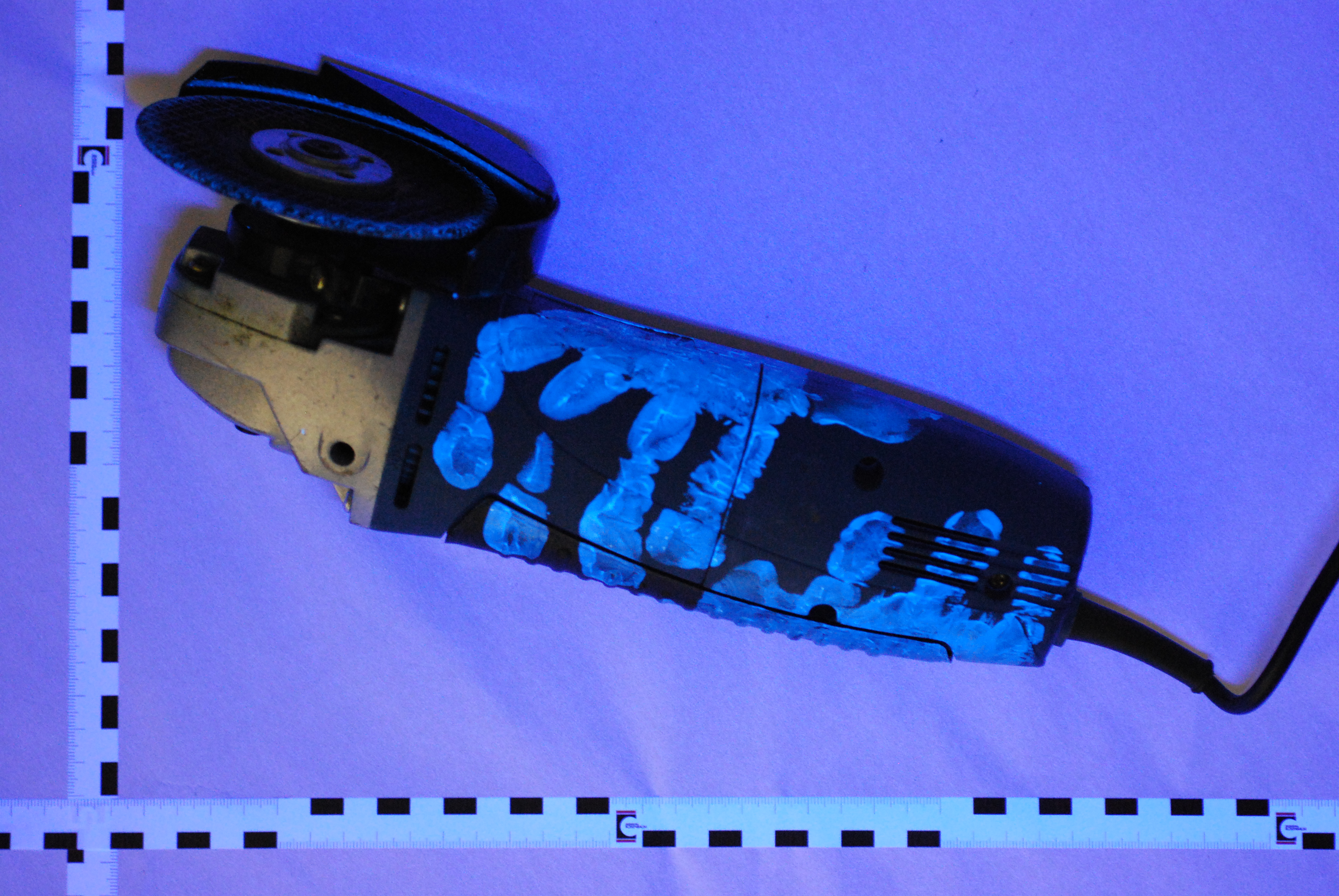
Tatwerkzeug aus Diebstahlshandlung von mit LinkDNA FIMS markierten Kabeln

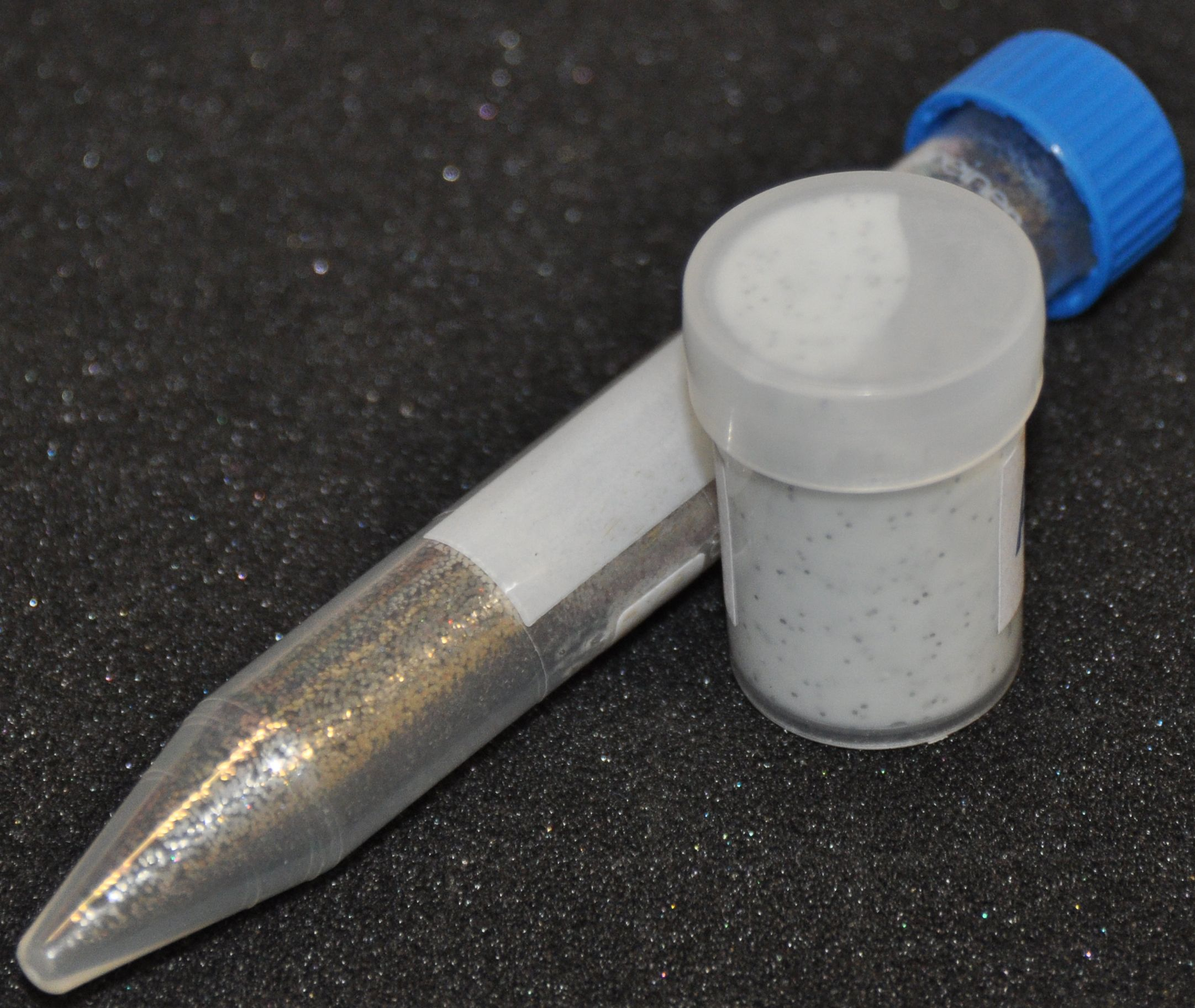
kDNA-Probe bei Tageslicht

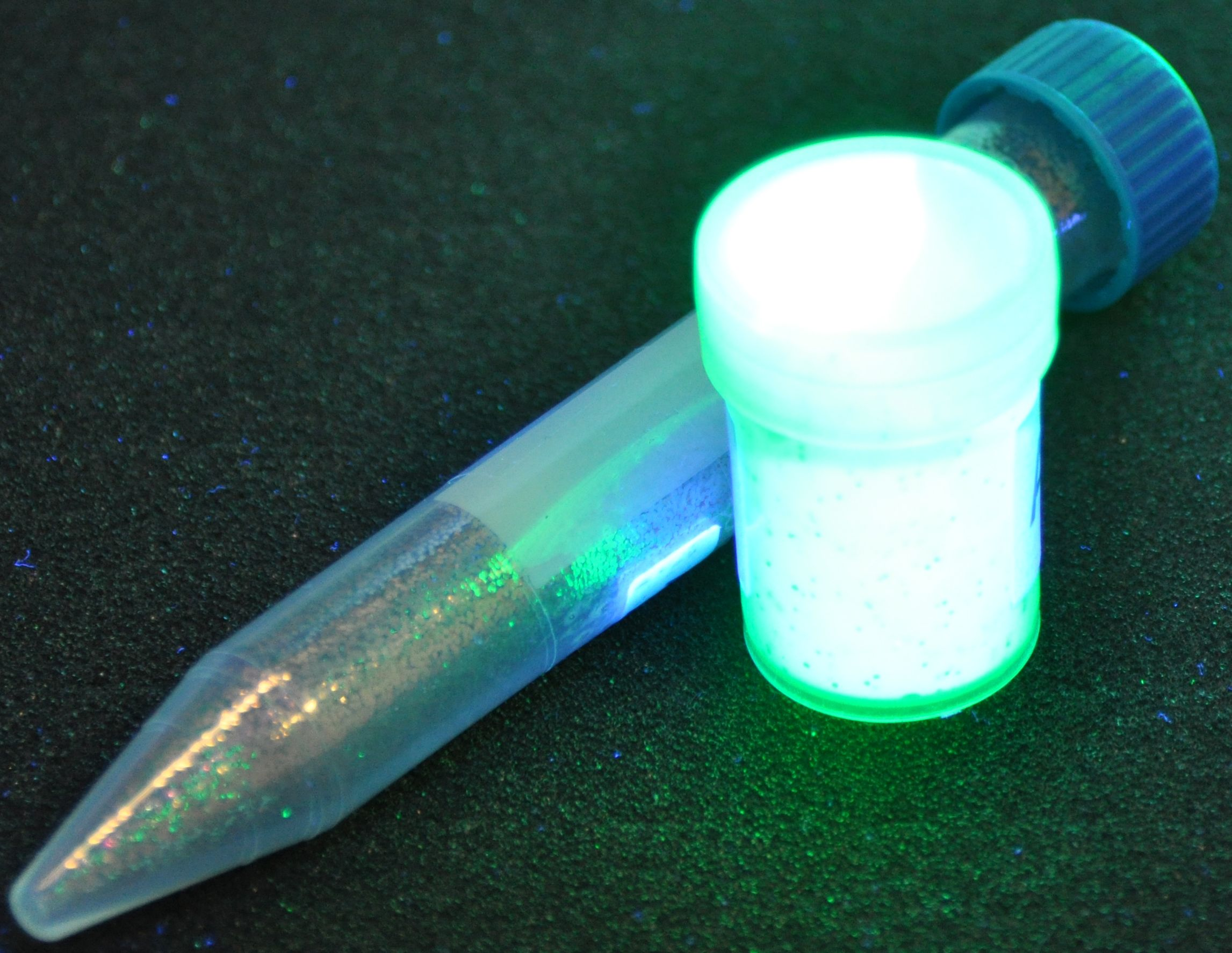
kDNA-Probe bei UV-Licht

Die Flüssigkeit enthält künstlich hergestellte Oligonukleotide, wobei die Einzigartigkeit jeder Charge sichergestellt ist und der Anwender zurückverfolgt werden kann. Die Oligonukleotide werden durch Methoden der Polymerase-Kettenreaktion (PCR) nachgewiesen. Daneben enthält die zur Markierung verwendete Lösung neben synthetischer DNA auch weitere Zusatzstoffe, die zum Beispiel mittels UV-Licht sichtbar gemacht werden, z. B. Diebstahlschutztinte.
Die DNA-Eigentumsmarkierung wird auch in Form von Microdots verwendet. Microdots sind kleine beschriftete Plättchen mit einer Größe von 0,1 bis 1 mm, deren Gravur sich unter einem Mikroskop auslesen lässt. Bei den Microdot-Flüssigkeiten gibt es jedoch auch solche ohne Oligonukleotide. Diese werden auch als künstliche DNA beworben. Dies führt in der Praxis häufiger zu Irreführungen, sowohl beim Endanwender als auch bei Behörden, da eventuell teure DNA-Sequenzierungen gemacht werden und im Zuge der PCR festgestellt wird, dass gar keine DNA enthalten ist.
Primär wird die DNA-Eigentumsmarkierung zum Zweck der Kriminalitätsbekämpfung bei Eigentumsdelikten verwendet bzw. als Fangstoff bei behördlicher Anwendung. Das Ziel besteht darin, eine abschreckende Wirkung durch eine eindeutige Verknüpfung des Diebesgutes zum Eigentümer oder des Täters zum Tatort sicherzustellen.
Die Möglichkeiten der Kriminalitätsbekämpfung ergeben sich wie folgt:
1. Markierung von Gegenständen; durch eine DNA-Analyse kann der markierte Gegenstand dem Eigentümer zugeordnet werden.
2. Markierung von Personen durch eine Sprühvorrichtung (DNA-Dusche oder auch Reizstoffsprühgerät mit DNA-Zusatz); alle Personen, die durch die Türe gehen, werden im Alarmfall besprüht und sind dem Tatort zuzuordnen.
3. Markierung von Personen durch „Sicherheitsnebelsysteme“; der Tatverdächtige stoppt den gegenwärtigen Angriff, da er nichts mehr sehen kann, und wird zeitgleich durch den Nebel markiert. Sind weitere Personen anwesend, so werden auch diese eindeutig mit dem Tatort verbunden. Der Vorteil dieses Systems gegenüber der DNA-Dusche ist, dass der Täter durch unmittelbare Sichtblockade und den natürlichen Fluchtreflex die Tathandlung voraussichtlich unterbrechen wird.[2]

Weder die DNA-Dusche noch das Sicherheitsnebelsystem sind als alleiniges Beweismittel für eine Überführung ausreichend, sondern dienen den Ermittlungsbehörden als Hilfsmittel beziehungsweise Indiz für weitere Ermittlungsansätze. Eine die tatsächliche Anwendung begleitende Präventionsstrategie, zum Beispiel in Form von Hinweisschildern, Aufklebern etc., soll Täter von der Tat bereits im Ansatz zur Begehung abhalten.
Die DNA-Eigentumsmarkierung zu forensischen Zwecken wurde 2004 entwickelt. In einem Pilotprojekt für Deutschland wird das Verfahren in Bremen seit dem 18. Oktober 2009 erstmals zum Schutz wertvoller Objekte und Computer an Schulen eingesetzt. Dort wurde kDNA in 7000 Haushalten getestet. Mehrjährige Erfahrungen damit gibt es bereits in Großbritannien und den Niederlanden, wo angeblich eine Reduzierung bei bestimmten Delikten um bis zu 80 Prozent erzielt werden konnte. Kritiker halten diese Zahlen für unseriös, da eine verifizierbare statistische Analyse fehlt.
Mitte November 2011 verbreitete die Deutsche Bahn AG, an ihren Fahrleitungen eine DNA-Eigentumsmarkierung als Vorbeugemaßnahme gegen Buntmetalldiebstahl einzusetzen. Hier kommen zusätzlich erstmals Verfahren zum Einsatz, welche sowohl den Kabelmantel von außen als auch über spezielle Instrumente die Kabelseele unterhalb des Mantels selbst markieren. Damit wird es für den potentiellen Täter unmöglich zu wissen, ob das Kabel, welches er zu stehlen vorhat, ein markiertes ist oder nicht. Das verwendete Verfahren wurde im Jahre 2011 zum Patent angemeldet und erstmals als Anwendung zur Sicherung der Kabel der Deutschen Bahn AG öffentlich vorgestellt. Das Verfahren hat den Namen LinkDNA-FIMS (d. h. Forensisches Injektions-Markierungs-System) – nähere Angaben macht der Hersteller aus „ermittlungstaktischen Gründen“ nicht. Ein weiterer Vorteil des verborgenen Verfahrens ist, dass die DNA innerhalb des Kabelmantels vor mechanischen und klimatischen Einflüssen weitgehend geschützt ist. Erste Ergebnisse der Präventionswirkung liegen seitens der Deutschen Bahn AG vor, welche den Einsatzbereich nun ausweiten wird. Gemeinsam mit anderen Konzernen wie der Telekom und RWE bzw. dem Verband der Metallhändler VDM e. V. wurde eine Sicherheitspartnerschaft zum gemeinsamen Kampf gegen die steigenden Zahlen der Buntmetalldiebstähle gegründet. Auch Energieversorgungsunternehmen wie 50Hertz haben alle Kupferkabel und Kupferdachrinnen in den Umspannwerken seit 2016 mit einer künstlichen DNA versehen.
Im Kampf gegen Produktpiraterie sind mittlerweile schon mehrere vergleichbare Verfahren seit Jahren im Einsatz.

## Rezeption
Im Radio-Tatort Ein klarer Fall von Radio Bremen thematisierte John von Düffel erstmals am 17. Mai 2012 im Hörspiel Pro und Contra der Methode.